# De Pasteye

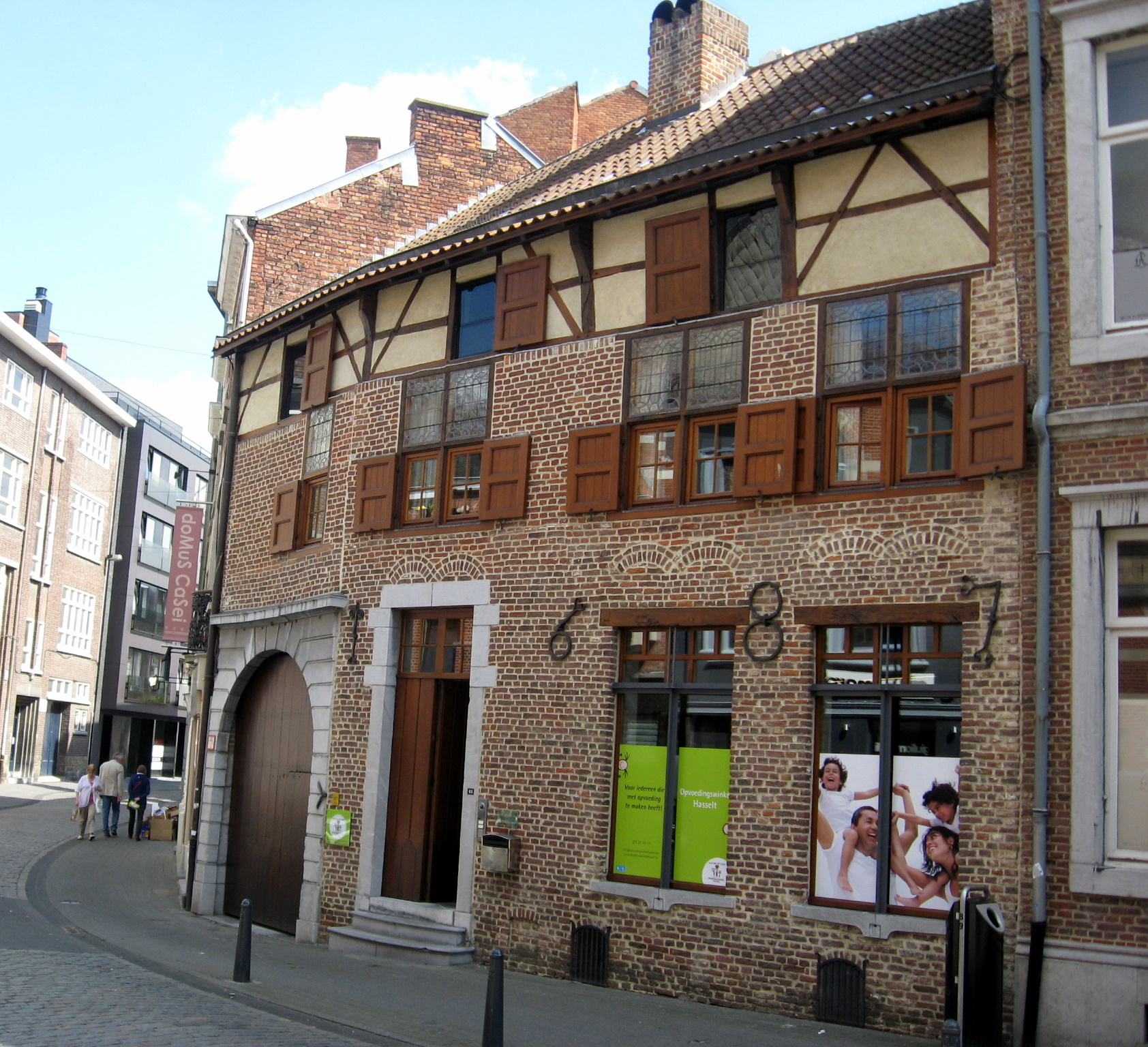
De Pasteye

De Pasteye is een huis aan Maastrichterstraat 65 te Hasselt.
Het huis is gebouwd in Maaslandse renaissancestijl, en heeft een bovenverdieping in vakwerkbouw. De muurankers tonen het jaartal 1687. In het huis zijn de oorspronkelijke, overwelfde, kelders nog aanwezig.
Het huis heeft dienstgedaan als munterij, en eind 19e eeuw werd er ook een jeneverstokerij en herberg in gevestigd. Vervolgens werd het door een particulier gekocht die het als woonhuis gebruikte, en in 1998 liet de familie het huis, dat in 1980 de monumentenstatus had verkregen, aan de gemeente Hasselt, die het restaureerde en het de bestemming Huis van het Kind gaf, met een opvoedingswinkel en speelplaats voor de kinderen.
Was oorspronkelijk het huis witgekalkt, na de restauratie werd de baksteen en het vakwerk weer zichtbaar.